# Qualificazioni alla Coppa delle nazioni africane 2017 - Gruppo I

## Classifica
| Pos. | Squadra        | Pt | G | V | N | P | GF | GS | DR |
| ---- | -------------- | -- | - | - | - | - | -- | -- | -- |
| 1.   | Costa d'Avorio | 6  | 4 | 1 | 3 | 0 | 2  | 1  | +1 |
| 2.   | Sierra Leone   | 5  | 4 | 1 | 2 | 1 | 1  | 1  | 0  |
| 3.   | Sudan          | 4  | 4 | 1 | 1 | 2 | 2  | 3  | -1 |

- Il  Gabon, già qualificato perché nazione ospitante della Coppa delle nazioni africane 2017, è stato sorteggiato in questo girone; tuttavia ha disputato solo incontri amichevoli.

## Risultati
| Arbitro: | Denis Batte |

|                   |           |  |
| Alagab 77’ (rig.) | Marcatori |  |

| Port Harcourt 6 settembre 2015, ore 16:00 UTC+1 | Sierra Leone    | 0 – 0 referto | Costa d'Avorio | Adokiye Amiesimaka Stadium\| Arbitro: \| Mahamadou Keita \| |
| Arbitro:                                        | Mahamadou Keita |               |                |                                                             |

| Arbitro: | Mehdi Abid Charef |

|              |           |  |
| Gervinho 34’ | Marcatori |  |

| Arbitro: | Hudu Munyemana |

|           |           |            |
| Osman 30’ | Marcatori | 17’ Gradel |

| Arbitro: | Sidi Alioum |

|             |           |  |
| Fofanah 64’ | Marcatori |  |

| Arbitro: | Hamada El Moussa Nampiandraza |

|            |           |            |
| Kodjia 35’ | Marcatori | 66’ Kamara |